# Johann Gottlieb Schaller
Johann Gottlieb Schaller, vereinzelt auch Johann Gottlob Schaller genannt (* 31. Dezember 1734 in Halle an der Saale; † 9. April 1814 ebenda), war ein deutscher Naturforscher, dessen Interessensschwerpunkt auf Insektenkunde (= Entomologie) lag. 

## Leben

### Herkunft und Ausbildung
Schaller kam als Sohn eines Strumpfwirkers in der preußischen Stadt Halle an der Saale zur Welt, die damals zum Herzogtum Magdeburg gehörte. Wegen gesundheitlicher Probleme – vor allem aufgrund einer durch Pocken verursachten Sehschwäche – verzögerte sich seine schulische Ausbildung, sodass er erst im Alter von 14 Jahren das lutherische Gymnasium besuchen konnte. Die schwache Gesundheit ihres Sohnes war auch ursächlich dafür, dass die Eltern ihm von einer akademischen Karriere abrieten. Stattdessen favorisierten sie, dass er die Werkstatt des Vaters übernehme. Doch auch bei der handwerklichen Betätigung schränkte ihn die Krankheit zu sehr ein. In den späten Jahren seiner Jugend hatte er somit viel freie Zeit zur Verfügung, die er dazu nutzte, autodidaktisch Mathematik und Mechanik zu lernen und kleine Maschinen zu basteln. Auf ärztlichen Rat hin war er oft an der frischen Luft und während der ausgedehnten Spaziergänge entwickelte sich sein Interesse für Naturkunde. Als er ungefähr 20 Jahre alt war, schenkte sein Onkel ihm eine Schachtel mit Insekten, die unter anderem einen Apollofalter und eine Singzikade aus Italien enthielt.
Schaller war eng mit dem Mediziner und Naturforscher Johann Christian von Schreber befreundet, der ihn 1760 und 1761 in Botanik, Naturkunde und biologischer Nomenklatur unterrichtete. Als Gegenleistung sammelte Schaller für Schreber Insekten und lehrte ihn Feldmessen und Mechanik. Über ihn kam Schaller kurz darauf auch in Kontakt mit dem berühmten schwedischen Naturforscher Carl von Linné, mit dem er fortan korrespondierte. Darüber hinaus unterrichtete der Privatgelehrte Christian Samuel Gebauer ihn in Algebra und Astronomie, woraufhin Schaller diesen im Gegenzug beim Sammeln und Bestimmen von Insekten unterstützte.

### Berufliche Karriere
Im Laufe der Jahre erarbeitete sich Schaller einen exzellenten naturkundlichen Ruf in Halle und über die Stadtgrenzen hinaus. Ganz besonders wurde seine „vorzügliche“ zoologische Sammlung geschätzt. Er war mit Carl Ludwig Willdenow befreundet und ging mit ihm auf diverse botanische Exkursionen. In der 1766 erschienenen zwölften Auflage des Linné’schen Werkes Systema Naturae waren die meisten der für Deutschland aufgeführten Insekten Funde Schallers. Er schloss sich dem von Andreas Elias Büchner betreuten Arbeitskreis botanisierender Mediziner an und war 1779 eine der treibenden Personen hinter der Gründung der Naturforschenden Gesellschaft Halle. Für letztere legte er auch eine eigene entomologische Sammlung an.
Nach dem Tod von Gottfried August Gründler im Jahr 1775 katalogisierte er die entomologische Sammlung in dessen Nachlass und kam dadurch in Kontakt mit Johann Friedrich Gottlieb Goldhagen, der sie letztlich kaufte und vermehrte. Goldhagen gestattete Schaller zeitlebens (bis er 1788 starb) unbegrenzten freien Zutritt zur Sammlung, sodass dieser sie für Forschungen nutzen konnte. Als Nachfolger Gründlers wurde Schaller auch Aufseher der Naturaliensammlung des Waisenhauses der Franckeschen Stiftungen. Er hatte diese Stelle ab 1775 zunächst interimistisch inne und als sie ihm 1783 fest übertragen wurde, schenkte er dem Waisenhaus sämtliche Amphibien und Conchylien aus seinem privaten Besitz. Schließlich wurde er 1787 auch noch zum Ökonomieverwalter des Waisenhauses ernannt.
Am 7. April 1814 erlitt Schaller einen Schlaganfall und starb – ohne das Bewusstsein wiedererlangt zu haben – zwei Tage später im Alter von 79 Jahren. Sein zoologisches Privatmuseum ging in das Demonstrationsmaterial des Waisenhauses über.

## Auszeichnungen
- Carl von Linné benannte 1761 eine erstbeschriebene Wicklerart als Tortrix schalleriana; mittlerweile ist sie als Acleris schalleriana bekannt.[3]
- Schaller wurde in die Kaiserlich Leopoldinisch-Carolinische Akademie der Naturforscher aufgenommen.[6]